# Траян Симеонов
Траян Стойков Симеонов е български революционер, деец на Вътрешната македоно-одринска революционна организация и Вътрешната македонска революционна организация.

## Биография
Траян Симеонов е роден през 1878 година в светиниколското село Павлешенци, тогава в Османската империя, днес в Северна Македония. Родителите му Стойко и Камена са участници в борбите на македонските българи за освобождението на Македония, заради което са преследвани от турските власти. Присъединява се към ВМОРО първо като легелан деец и от 1903 година е ръководител на селската организация. През 1904 година участва в сражението в местността Връх между четата на Боби Стойчев и османски аскери. След като се прибира в селото, е заловен и осъден на 101 години затвор. Заточен е в Диарбекир и други места. Освободен е едва през лятото на 1908 година след Младотурската революция. Завръща се в родния край, като унищожава турски и албански разбойнически чети през 1911 година. Влиза в кумановската чета на войводата Кръстьо Лазаров. При началото на Междусъюзническата война от юли 1913 година е пленен и осъден на смърт на от сръбските власти, но успява да избяга в Свободна България. През Първата световна война е телефонист в 66-и полк, а след края на войната се връща в родното си село. Отново подгонен от сръбските власти, повторно минава в нелегалност и влиза в четата на Кръстьо Лазаров от възстановената ВМРО, а след 1923 година се установява в Кюстендил.
На 1 март 1943 година, като жител на Свети Никола, подава молба за народна пенсия, която е одобрена и отпусната от Министерския съвет на Царство България.